# Claudiu Mihai Ionescu
Claudiu Mihai Ionescu (n. 18 august 1984, Pitești) este un fotbalist român, care evoluează pe postul de mijlocaș ofensiv la clubul din Liga a II-a, Metalul Reșița.